# منتخب إسبانيا لكرة اليد

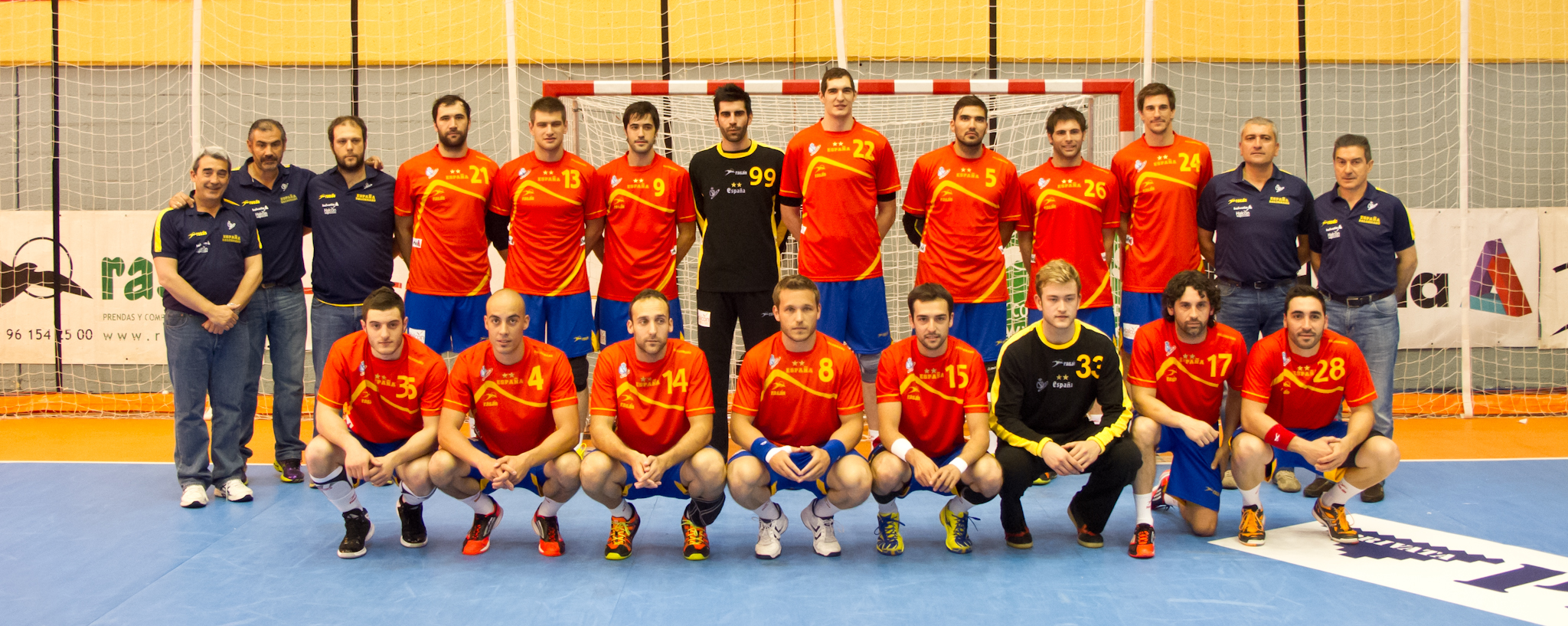
منتخب إسبانيا لكرة اليد

منتخب إسبانيا لكرة اليد هو ممثل إسبانيا الرسمي في رياضة كرة اليد.

## سجل المشاركات

### الألعاب الأولمبية الصيفية
| - 1972: المرتبة 15 - 1976: لم يتأهل - 1980: المرتبة 5 - 1984: المرتبة 8 - 1988: المرتبة 9 - 1992: المرتبة 5 | - 1996: ميدالية برونزية - 2000: ميدالية برونزية - 2004: المرتبة 7 - 2008: ميدالية برونزية - 2012: المرتبة 7 - 2016: لم يتأهل |

### بطولة العالم لكرة اليد
| - 1938: لم يشارك - 1954: لم يتأهل - 1958: المرتبة 12 - 1961: لم يشارك - 1964: لم يشارك - 1967: لم يشارك - 1970: لم يشارك - 1974: المرتبة 3 | - 1978: المرتبة 10 - 1982: المرتبة 8 - 1986: المرتبة 5 - 1990: المرتبة 5 - 1993: المرتبة 5 - 1995: المرتبة 11 - 1997: المرتبة 7 - 1999: المرتبة 4 | - 2001: المرتبة 5 - 2003: المرتبة 4 - 2005: البطل - 2007: المرتبة 7 - 2009: المرتبة 13 - 2011: المرتبة الثالثة - 2013: البطل - 2015: المرتبة 4 | - 2017: المرتبة 5 - 2019: |

### بطولة أوروبا لكرة اليد
| - 1994: المرتبة 5 - 1996: الوصيف - 1998: الوصيف - 2000: المرتبة الثالثة - 2002: المرتبة 7 | - 2004: المرتبة 10 - 2006: الوصيف - 2008: المرتبة 9 - 2010: المرتبة 6 - 2012: المرتبة 4 | - 2014: المرتبة الثالثة - 2016: الوصيف - 2018: البطل |